# Bemegyek szent templomodba
A Bemegyek szent templomodba egy egyházi ének. Dallama a Tárkányi-Zsasskovszky énektárban található, szövege Bozóky Mihály énekeskönyvében jelent meg.
A dallamot három másik szöveggel is éneklik. A Vágyva jöttem színed elé kezdetű általános miseének szövegét Berecz Kálmán írta. Az Isten hozta hív nyájához kezdetű ének a főpásztort köszönti; szövege Kersch Ferenc: Sursum Corda című négykötetes énekeskönyvéből való. Végül a Legyen, Uram, színed előtt kezdetű éneket újmisére éneklik; a szöveg a Tárkányi-Zsasskovszky énektárban található.

## Kotta és dallam

### Bemegyek szent templomodba
| Bemegyek szent templomodba, Uram, a szent oltárhoz, Az aranyos oszlopok közt a királyi trónushoz. Színed előtt leborulok, szegény bűnös, elnémulok, Égő füstnek illatával, Uram, néked udvarlok.      | Bölcs Salamon kőtemplomot épített az Istennek, Hogy ott legyen lakóhelye a szövetség-szekrénynek. Elkeríté kárpitokkal, aranyozott szép láncokkal; Kerubimok ékesíték kiterjesztett szárnyakkal. |
| Hát én, szegény, földnek férge, mit építsek nevednek? Lakóhelyet hol szerezzek az isteni Fölségnek? Aki por és hamu vagyok, bűneimtől roskadozok, Lábam, hogy a földet nyomja, méltó arra sem vagyok. | Hogyha tetszik áldozatom, lelkemet fölajánlom, Örökös hű szolgálatra holtomig leláncolom. Szenteld ékes templomoddá, szent Lelkednek hajlékává Rendeld égi udvarodban engedelmes szolgáddá.      |
| Hogy szívemben fölgerjedjen az isteni szeretet, Piros véred harmatával öntözgessed szívemet. Add, hogy lelkem tiszta legyen, soha többé ne vétkezzem, Választottak seregébe engedd, hogy felvétessem. | |

### Vágyva jöttem színed elé
| Vágyva jöttem színed elé e szent helyre, Istenem, Hol az ember búja, gondja szép csendesen elpihen. Itt az oltár lépcsőjénél, az oltári nagy Szentségnél, Bánatom ha kiönthetem, lelkem szinte újra él.    | Egykor a te szent Fiadnak angyalsereg énekelt, S énekük a csüggedésből sok bús lelket fölemelt. Én is egész csüggedt vagyok, mert vétkeim rútak, nagyok, De itt a szent ének hangján új életre támadok.          |
| Bölcs Salamon Sion hegyén szép templomot épített, És abban a frigyszekrénynek méltó helyet készített. Én is olyan helyre teszem az én árva bűnös szívem, Hogy ott méltón ellakhassék a Szentlélek Úristen. | Hajdan a szent pátriárkák terjesztették a hitet, Mely az idők teljében a hívő népnek üdve lett. Most a Jézus tanítása, mint az egyház magyarázza, A mi örök üdvösségünk csalhatatlan forrása.                    |
| Őseinknél kosok, tulkok vére volt az áldozat, Mellyel a te fölségednek ajánlották magukat. Engesztelve, ha vétkeztek, hálálkodva, ha jót nyertek, És esdve, ha valamiben olykor hiányt szenvedtek.         | Mi is épúgy vért áldozunk, de nem kosok s tulkokét, Hanem a szent kereszt fáján értünk meghalt Krisztusét, Mely letörli minden bűnünk, megkönnyíti minden terhünk, Hogyha hozzá élő hittel, bűnbánattal sietünk. |
| Fönt az égben az angyalok így dicsérnek: szent, szent, szent! És mi vélük egyesülve magasztalunk idelent: Angyaloknak dicsősége, bűnösöknek reménysége, Te vagy minden jónak, szépnek ős forrása és vége!  | |

### Isten hozta hív nyájához
| Isten hozta hív nyájához a főpásztort és Atyát, Kinek lelkünk kormányzását az Úr Jézus adta át, Hogy általa szent kegyelme árasztassék a hívekre, Úgy, amint ő egyházában mindörökre rendelte.              | Jézus, te vagy a szegletkő, mely fölött az oszlopok Apostoli egyházadban a fölszentelt főpapok. Adj erőt főpásztorunknak: atyja legyen mindnyájunknak, És jó harcot harcolhasson javára egyházunknak.  |
| Apostolok tőled nyerték szent hatalmok kulcsait, Hogy megnyissák híveidnek az üdvösség útjait. Add, hogy méltán résztvehessen lelkünk azon kegyelemben, Melyet most ránk főpásztorunk áraszt a te nevedben. | Égből hozott tanításod pásztoraink őrizik, Apostolok nékik adták, hogy maradjon ép a hit. Add, hogy azon szent igéket, miket lelkiatyánk hirdet, Úgy vegyük, mint Istentől jött csalhatatlan beszédet. |
| Édes Jézus, egyházadban legfőbb pásztor örökre, Irgalmadnak teljességét áraszd ki a hívekre. Hogy atyánkkal, ki nevedben jött most hozzánk, majd egekben Áldjuk egykor szent nevedet, égi dicsőségedben.    | |

### Legyen, Uram, színed előtt
| Legyen, Uram, színed előtt kedves az új áldozat, Mit új szolgád az élőkért és holtakért bemutat. Uram Jézus, szálljon rája kegyelmednek gazdag árja, Kit papságra felemeltél, add neki irgalmadat.         | Add, Uram, hogy azon érzés lángja lelkesítse őt, Mely most lángol hű szívében. Add meg néki szent erőd, Ki őt lelki viadalra kented fel, hogy élve, halva, Mint hű szolgád s hű vitézed harcoljon az Úr előtt. |
| Áldd meg szívét, áldd meg nyelvét, hogy igédet hirdesse Üdvözítő szent hatással, s amit hirdet, kövesse. Hogy átható szólásában, szívet vonzó példájában Minden ember a jámborság tiszta tükrét szeresse.  | Uram Jézus, ki szolgádat helytartóddá rendeléd, Hogy megkösse vagy föloldja a bűnöknek kötelét; Add, hogy ezen hatalmával úgy éljen, mint orvossággal, Megenyhítse, meggyógyítsa a bűnbánók mély sebét.        |
| Te vezéreld, te igazgasd szolgád minden lépteit, És ha szenved, te enyhítsd meg szíve minden sebeit. Add, hogy végig jól harcoljon, és a hitben hív maradjon, S az igazságkoronával jutalmazd meg tetteit. | |

## Felvételek
- 231. Vágyva jöttem. Santa Cecília (Hozzáférés: 2017. február 14.) (audió) arch 2. rész